# Abendland (2011)
Abendland ist ein Dokumentarfilm vom österreichischen Regisseur, Kameramann und Produzenten Nikolaus Geyrhalter, der einen kritischen Blick auf das nächtliche Europa wirft. Der Film hatte seine Premiere auf der Diagonale 2011. Der Kinostart in Österreich war am 31. März 2011, in Deutschland am 22. Dezember 2011.

## Inhalt
Abendland wirft einen nachdenklichen Blick auf Europa bei Nacht. Von Geburt, Krankheit, Tod, vom absoluten Vergnügungstempel Oktoberfest über die telefonische Seelsorge hin zum Vorbereitungsgespräch auf eine Abschiebung: Europa schläft nicht. Nikolaus Geyrhalter hinter der Kamera und Wolfgang Widerhofer im Schnitt kreieren ein filmisches Essay über eine Dienstleistungs- und Wohlstandsgesellschaft und ihre Grenzen.

## Kritiken
In der US-amerikanischen Presse bekam Abendland positive Kritiken. Manohla Dargis von der New York Times nannte Abendland in ihrem Artikel ein „visuell sehr präzises und im politischen Sinne formloses“ Porträt von Imagined Communities: „Als allgemeiner Eindruck bleibt der von Europa als Mosaik, als eine kunstvolle Mischung von perfekt eingerahmten, scheinbar unzusammenhängenden Momenten einer langen, gemeinsamen Nacht, verteilt über ein oder zwei Zeitzonen.“
Nick Pinkerton von The Village Voice beschreibt den Dokumentarfilm folgendermaßen: „Die Hauptthemen des Films sind die Dienstleistungs- und Sicherheitsindustrie der Eurozone, die hauptsächlich damit beschäftigt ist, ihre Bewohner vor sich selbst zu retten.“
Auch die österreichischen und die deutschen Kritiker beschreiben ihren positiven Eindruck von Abendland. Claudia Lenssen vom Tagesspiegel schreibt, dass „‚Abendland‘ nun […] die existentielle Dimension unserer technischen Zivilisation schmerzhaft deutlich“ macht, während Dominik Kamalzadeh vom Standard findet, dass der Film zeigt, „wie sich der Horizont dieser Lebensrealität kaum noch erfassen lässt.“

## Preise
- Nominierung Bester Dokumentarfilm – Österreichischer Filmpreis 2012
- Preis für Beste künstlerische Montage Dokumentarfilm für Wolfgang Widerhofer – Diagonale, Festival des österreichischen Films, Graz 2011
- Millennium Award – Planete Doc Film Festival und The Canon Cinematography Award – Honorable Mention, Planete Doc Film Festival, Warschau 2011
- Grand Prix Special Mention – Split Film Festival 2011[8]